# Club Voleibol Teruel
Club Voleibol Teruel – hiszpański męski klub siatkarski z Teruel w Aragonii. Od nazwy sponsora klub przyjął nazwę CAI Voleibol Teruel.

## Sukcesy
Mistrzostwo Hiszpanii:
- 2009, 2010, 2011, 2012, 2014, 2018, 2019
- 2013, 2015, 2016
- 2017, 2021, 2023[1]

Superpuchar Hiszpanii:
- 2009, 2012, 2013, 2014, 2016, 2017, 2018, 2019, 2020

Puchar Hiszpanii:
- 2011, 2012, 2013, 2015, 2018, 2020